# Davor Landeka
Davor Landeka (* 18. September 1984 in Posušje, SR Bosnien und Herzegowina, SFR Jugoslawien) ist ein ehemaliger bosnisch-herzegowinischer Fußballspieler.

## Leben

### Karriere
Landeka begann seine Karriere 1989 beim NK Posušje. Dort spielte er bis zur D-Jugend und wechselte im Jahre 1993 zur Nachwuchsabteilung des kroatischen Meisters Croatia Zagreb.
Im Frühjahr 2003 begann er seine Seniorenkarriere bei Zrinjski Mostar, die ihn im Sommer 2003 für ein halbes Jahr zurück an Dinamo Zagreb verliehen. Nachdem er sich in Kroatien nicht hatte durchsetzen können, kehrte er im Dezember 2003 zu Zrinjski Mostar zurück. Dort spielte er bis zum Sommer 2008 in 153 Spielen und erzielte dabei sechs Tore. 2008 kehrte er nach Kroatien zurück und unterschrieb bei HNK Rijeka. Dort entwickelte er sich zum Leistungsträger und blieb bis zum Sommer 2011. In der Sommerpause 2011 wechselte er in die Schweiz zum Grasshopper Club Zürich, bei dem er einen Dreijahresvertrag unterschrieb. Im Sommer 2012 löste er seinen Dreijahresvertrag mit dem Schweizer Super-League-Verein Grasshopper Club Zürich auf und wechselte zurück nach Bosnien, wo er Ende Juni beim NK Široki Brijeg unterschrieb. Dort spielte er bis 2012. Nach mehreren Wechseln beendete er 2023 seine aktive Karriere.

### Nationalteam
Landeka spielte einige Spiele für die Bosnische U-21 Fußballnationalmannschaft.

### Privates
Seine jüngere Schwester Iva Landeka war Kapitänin der Kroatischen Fußballnationalmannschaft der Frauen und sein älterer Bruder Ivica Landeka spielte in Kroatien u. a. für NK Croatia Sesvete und GNK Dinamo Zagreb. Sein Cousin ist der in Deutschland spielende Josip Landeka.